# Sanfilippodytes sbordonii
Sanfilippodytes sbordonii är en skalbaggsart som beskrevs av Mario E. Franciscolo 1979. Sanfilippodytes sbordonii ingår i släktet Sanfilippodytes och familjen dykare. Inga underarter finns listade i Catalogue of Life.